# Krasňany
Krasňany és un poble i municipi d'Eslovàquia que es troba a la regió de Žilina, al centre-nord del país.

## Història
La primera menció escrita de la vila es remunta al 1354.

## Demografia
| Godina             | 1994 | 2004    | 2014    | 2024    |
| ------------------ | ---- | ------- | ------- | ------- |
| Nombre de persones | 1118 | 1231    | 1466    | 1669    |
| Diferència         |      | +10,10% | +19,09% | +13,84% |

| Godina             | 2023 | 2024   |
| ------------------ | ---- | ------ |
| Nombre de persones | 1660 | 1669   |
| Diferència         |      | +0,54% |

## Viles agermanades
- Castello Tesino, Itàlia
- Strumień, Polònia